# Aiptasia prima
Aiptasia prima is een zeeanemonensoort uit de familie Aiptasiidae.
Aiptasia prima is voor het eerst wetenschappelijk beschreven door Stephenson in 1918.